# Българи в Белгия
Българите в Белгия според официалната статистика от 2016 са 31 423 души (при регистрирани 7443 през 2010). По-голяма част от тях – 18 150 души населяват Фламандският регион, а във Валония са 1900. В столичния район Брюксел живеят 11 371 български граждани. Голяма концентрация на български граждани има в град Гент, където живеят 8800 от 10 300 българи в цяла Източна Фландрия.

## Организации
В сайта на ДАБЧ на България се посочва, че в Белгия има 8 действащи организации на българите – 3 дружества, 2 учебни заведения, 1 църковна община и 2 фолклорни състава.
|                                                                       | Вид              | Адрес                   | Седалище или местонахождение | Година на основаване | Година на закриване | Уебсайт или блог   |
| --------------------------------------------------------------------- | ---------------- | ----------------------- | ---------------------------- | -------------------- | ------------------- | ------------------ |
| Българо–белгийска културна асоциация                                  | дружество        |                         |                              | 2009                 |                     |                    |
| Български професионалисти                                             | дружество        |                         |                              |                      |                     |                    |
| Културна асоциация на българите в Белгия                              | дружество        | Emiel Lemineurstaat 72  | Антверпен                    | 2005                 |                     |                    |
| Българско училище „Св. св. Кирил и Методий“                           | учебно заведение |                         | Антверпен                    | 2009                 |                     |                    |
| Училище „Пейо Яворов“ към Посолството на Република България в Брюксел | учебно заведение | Lancaster 47a           | Брюксел                      | 2004                 |                     | bguchilishtebru.be |
| Българска православна църковна община „Св. Климент Охридски“          | църковна община  | 8, Victor Hugo          | Брюксел                      | 1989                 |                     |                    |
| Група за български народни танци „Седянка“                            | фолклорен състав | Rue Gustave Thiriart 36 | Лиеж                         |                      |                     |                    |
| Светулка – Група за български народни танци и хора                    | фолклорен състав |                         | Антверпен                    |                      |                     |                    |

## Известни личности
- Тодор Ангелов (1900 – 1943), терорист, деец на белгийската Съпротива
- Иван Илиев (р. 1941), политик, министър на просветата и на науката